# Хамрабаев, Ибрагим Хамрабаевич
Ибраги́м Хамраба́евич Хамра́баев (5 мая 1920, Узген — 29 июня 2002, Ташкент) — доктор геолого-минералогических наук (1957), профессор (1960), академик АН Узбекистана (1974); директор Института геологии и геофизики Академии наук Узбекистана (1960—1992).

## Биография
Родился в семье узбекского дехканина. С 1927 года учился в начальной средней школе № 1, с 1932 г. — детдоме (интернате) Узгена. В 1933—1937 гг. учился в педучилище № 1 (Ташкент), затем работал учителем начальной школы № 1 (Узген).
В 1938—1942 гг. — студент почвенно-геолого-географического факультета Среднеазиатского государственного университета (Ташкент), одновременно в 1941—1942 гг., работал лаборантом Института геологии и Чорух-Дайронской ГРП треста «Средазцветметразведка». В 1946 г. окончил аспирантуру по кафедре Петрографии и литологии геолого-почвенного факультета того же университета.
Работал геологом Шахдаринской партии Памирской экспедиции треста № 13 (1944), младшим научным сотрудником Института геологии АН Узбекистана (1945), геологом Чорух-Дайронской ГРП треста «Средазцветметразведка» (1945—1948).
В 1946—1948 гг. — ассистент кафедры Петрографии и литологии геолого-почвенного факультета Среднеазиатского университета; в 1947 г. защитил кандидатскую диссертацию на тему «Магматические формации Чорух-Дайрона». С 1948 г. — старший научный сотрудник, с 1949 г. — заведующий геологическим музеем Института геологии АН Узбекистана.
С 1954 г. — докторант при Институте геологии рудных месторождений, петрографии, минералогии и геохимии АН СССР (Москва), в 1956—1957 г. — заведующий лабораторией петрографии Института геологии АН Узбекистана. В 1957 г. защитил диссертацию на соискание учёной степени доктора геолого-минералогических наук на тему «Постмагматические явления в Западном Узбекистане и связанное с ними оруденение».
В 1958—2002 гг. — заведующий лабораторией магматических формаций и абсолютного возраста (ныне лаборатория петрологии) Института геологии АН Узбекистана (с 1963 г. — Институт геологии и геофизики им. Х. М. Абдуллаева АН РУз), одновременно — руководитель отдела Петрологии и металлогении Института геологии АН Узбекистана, заместитель по науке (1958—1959), директор Института геологии и геофизики АН Узбекистана (1960—1992). В 1958—1961 гг. заведовал кафедрой Петрографии и металлогении геологического факультета Среднеазиатского политехнического института.
В 1958—1988 гг. состоял в редакционной коллегии «Узбекского геологического журнала», был его ответственным редактором (1964—1966), заместителем редактора (1967—1988). В 1971—2002 г. состоял в главной редакционной коллегии «Узбекской энциклопедии». В 1990 году — председатель подкомиссии по геологической терминологии на узбекском языке при Кабинете Министров Республики Узбекистан. В 1948—1990 гг. являлся членом общества «Знание» Узбекистана, входил в состав правления Президиума общества.
Похоронен на кладбище «Минор».

## Научная деятельность
С 1948 г. — член учёного совета, с 1958 г. — заместитель председателя, в 1960—1992 гг. — председатель учёного совета Института геологии АН Узбекистана. С 1950 г. входил в объединённый учёный совет при ОНЗ АН Узбекистана по защите кандидатских и докторских диссертаций по геолого-минералогическим наукам, заместитель председателя (1958—1961, 1967—1975), председатель (1962—1966) этого совета.
В 1974 году избран академиком Академии наук Узбекской ССР. В 1993 г. избран иностранным членом Академии естественных наук Российской Федерации.
Автор более 200 научных работ.

### Избранные научные труды
- Хамрабаев И. Х. Систематика акцессорных минералов. — Ташкент: Фан, 1989. — 31 с. — 1000 экз. — ISBN 5-648-00498-2.
- Хамрабаев И. Х., Бутовская Е. М., Зуннунов Ф. Х. и др. Земная кора и верхняя мантия Средней Азии / Отв. ред. И. Х. Хамрабаев. — М.: Наука, 1977. — 211 с. — 950 экз.
- Хамрабаев И. Х., Воронич Т. М., Горьковой О. П. и др. Связь металлогении с глубинным строением земной коры центральной части Средней Азии / Отв. ред. Х. Н. Баймухамедов. — Ташкент: Фан, 1987. — 122 с. — 1000 экз.
- Хамрабаев И. Х., Далимов Т. Н., Айзенштат В. И. и др. Магматические формации и фации Узбекистана / Отв. ред. О. Кушмурадов. — Ташкент: Фан, 1977. — 336 с. — 1000 экз.
- Хамрабаев И. Х., Искандаров Э., Бабаджанов А. А. и др. Факторы формирования и критерии прогноза вольфрамового оруденения Южного Тянь-Шаня / Отв. ред. Р. А. Мусин. — Ташкент: Фан, 1984. — 208 с. — 1000 экз.

## Награды и признание
- Медаль «Шухрат» (1994)
- Орден Октябрьской Революции (30.04.1980)[2]
- Орден Трудового Красного Знамени
- медаль «За доблестный труд в Великой Отечественной войне 1941—1945 гг.» (1946)
- медаль «За трудовую доблесть»
- Ленинская премия — за участие в открытии и разведке золоторудного месторождения «Мурунтау» (1966)
- Республиканская премия Узбекистана — за монографию «Магматизм и постмагматические процессы в Западном Узбекистане»
- Почётная грамота Президиума Верховного Совета Узбекистана (1950, 1976)
- диплом и знак «Первооткрыватель месторождений»
- «Заслуженный деятель науки» (1970)
- почётный знак «Ударник девятой пятилетки»
- почётная грамота Академии наук Узбекистана и Республиканского комитета профсоюза работников просвещения, высшей школы и научных учреждений Узбекистана (1977)
- знак «За активную работу» общества «Знание» (1977)
- Заслуженный деятель науки Каракалпакстана (1980)
- золотая медаль им. Х. М. Абдуллаева (1992)
- Почётный геологоразведчик (1995)
- включён в Книгу знаменитых руководителей мира (VIII том; 1999).